# المسيحية والثيوصوفية

كان بين المسيحية والثيوصوفية منذ أكثر من مئة عام، علاقة «معقدة ومشكلة». كان الدين المسيحي دائمًا الدين الأصلي لمعظم الثيوصوفيين الغربيين، ولكن كثيرين اختاروا الثيوصوفية بعد عملية اختبار أو حتى معارضة للمسيحية. ويقول البروفيسور روبرت إلوود، «إن القضية هذه محل انقسام بين الثيوصوفيين».

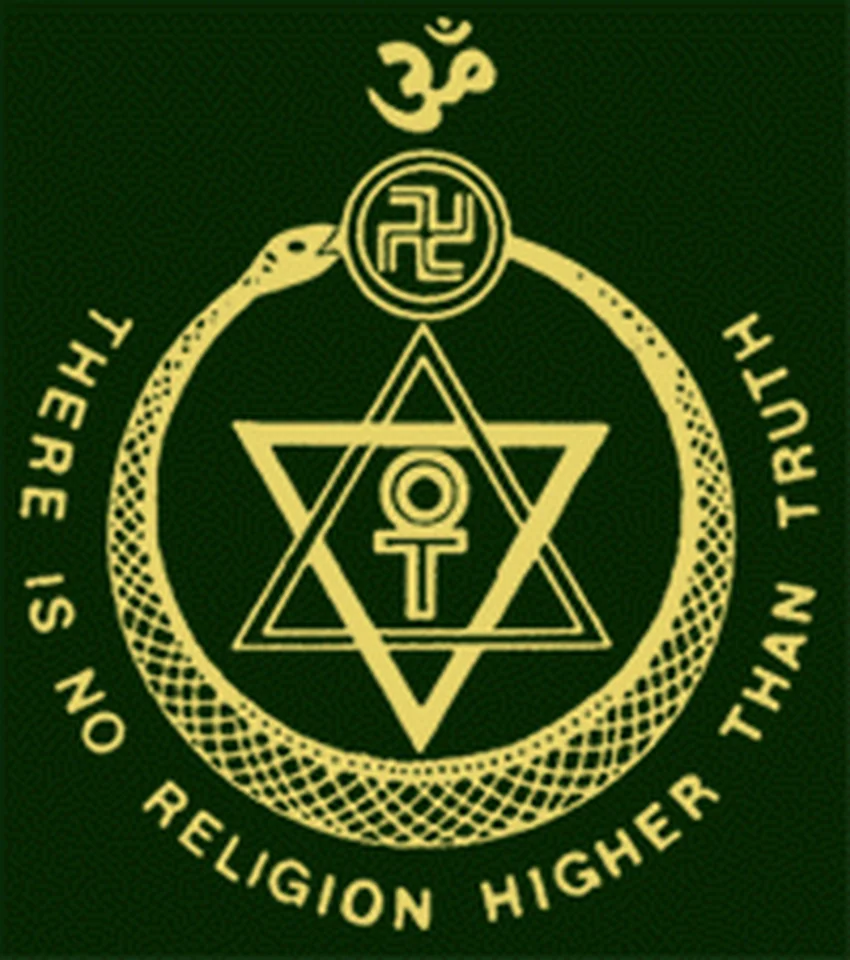
ختم الجمعية الثيوصوفية.

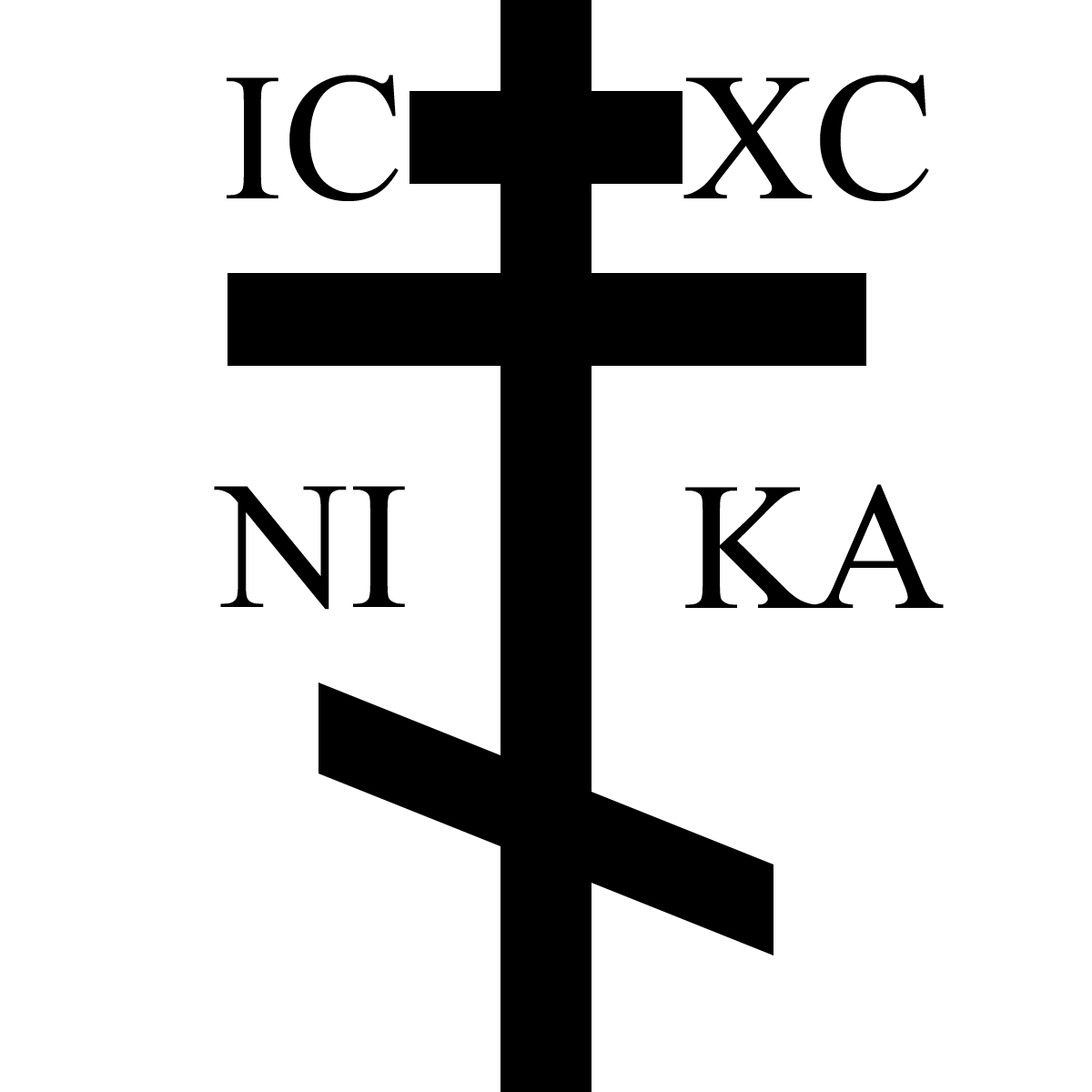
صليب الكنيسة الأرثوذكسية الشرقية.

## المعتقدات

### الله
يقول المعلمون الروحيون الثيوصوفيون، إنهم لا يؤمنون هم ولا فلسفتهم بالله، ولا «بأحد نحتاج إلى تكبير أول حرف من الضمير المشير إليه».

اقتبس رجل الدين الروسي الأرثوذكسي واللاهوتي ديميتري دروجينين كلام المعلم الثيوصوفي كوثومي:
«نعلم أنه ليس في نظامنا الشمسي شيءٌ هو الله، لا مشخَّصًا ولا غير مشخّص. أما برابراهم فليس إلهًا، إنما هو القانون المطلق الذي لا يتغير... وإنما اختُرع اسم الله من أجل الدلالة على الآثار التي أعجبت الإنسان أو أخافته ولكنه لم يفهمها».
وكتب عالم الدراسات الدينية ألفين كن أن الثيوصوفية آني بيزنت كانت تؤمن بأن:
«الله هو صورة جامعة للآلهة التي لا حصر لعدها، التي هي تشخصيات لقوى الطبيعة... يمكن اختصار كل القضية في هذه العبارة: الأديان فروع نابتة من جذع واحد، هو جهل الإنسان».
بالإضافة إلى هذا، قال المعلم كوثومي إنه «في معابدنا التبتية لا وجود لإله واحد ولا لآلهة متعددة تُعبَد، إنما هي الذاكرة المقدسة لأعظم الرجال الذين عاشوا وأقدسهم».
بعد أن لاحظ المؤلف الأمريكي غاري لاتشمان «عداء بلافاتسكي للقيم اليهودية المسيحية»، اقتبس مقالتها التي كتبت فيها أن الكتاب المقدس ليس «كلمة الله»، بل هو كتابٌ حاوٍ على كلمات «رجال غير معصومين، ومعلّمين غير كاملين».
كتبت هيلينا بلافاتسكي في العقيدة السرية أن «الإله الزائد على الكون قاتل للفلسفة، أما الألوهة التي في الكون، أي الروح والمادة اللتان لا تنفصلان، فهما ضرورة فلسفية. فإذا فصلتهما لم يبقَ لديك إلا خرافة كبرى تحت قناع العاطفية». كتب البروفيسور سانتوتشي أنها تعرّف المطلق في قصيدة في العقيدة السرية على أنه «مبدأ دائم الحضور أزليًّا لا قيد له ولا يتطرق إليه التغير، ولا طريق إلى معرفته، إذ هو فوق قدرة الفهم البشرية وما وصفه تعبير إنساني إلا وقد قزمه وقلل من قدره». كتب الثيولوجي وكاتب الموسوعة الكاثوليكية جون دريسكول في عام 1912 أن الثيوصوفية تنكر الإله المشخص، وهذا «يبطل ادعاءها بأنها فلسفة روحانية». أما بلافاتسكي فصرحت أن الثيوصوفيين يؤمنون «بالألوهة على أنه الكلّ، وعلى أنها أصل كل الوجود، وهي غير منتهية فلا يمكن فهمها ولا معرفته، ولا يظهرها إلا الكون، أو لا يظهره، كما يفضل البعض، فينسبون إليه الجنس، ويشبهونه بالبشر، وهو كفر».
كتبت البروفيسورة ماري بدناروسكي أن الثيوصوفيين «يرون الواحد على أنه علّة الكون»، لا على أنه خالقه. عِندما سُئلت بلافاتسكي عن الذي خلق الكون، أجابت: «لم يخلقه أحد. العلم يسمي هذه العملية التطور، والفلاسفة قبل المسيحية والمشرقيون يسمونه القيض، ونحن الأسراريين والثيوصوفيين، نرى أنه الحقيقة الكونية الأزلية التي تظهر نفسها في أعماق مكانية لا متناهية». كتب الفيلسوف المسيحي الروحسي نيكولاي برديائيف أنه في الكتب الثيوصوفية «لا ذكرَ لاسم الله».

### يسوع
تعتقد بلافاتسكي أن يسوع كان «المصلح الأخلاقي والفيلسوف» الأكبر. وهي تعتبر يسوع «المعلم العظيم»، وهو تجسد له قدرات شفائية ومخرجة للشياطين. كتب المؤلف الأمريكي جوزيف تايسون أن بلافاتسكي «لم تنظر إليه على أنه ثاني أقانيم الثالوث المقدس، بل على أنه معلم براهماني كامل»، له استبصار وقوى خارقة، «وعدم اكتراث بالغد، على طريقة الدراويش». في رأي بلافاتسكي، إن «يسوع، مسيح الله، أسطورة اختُلقت بعد قرنين من موت يسوع العبري الحقيقي». وفي رأي الثيوصوفية، إن مصطلح «المسيح» يعني أن الألوهة المشخصة «تسكن» في كل فرد إنساني.
في ديسمبر عام 1887، كتبت بلافاتسكي رسالة مفتوحة لأسقف كانتربري، كبير أساقفة إنكلترا. ضمنت بلافاتسكي في هذه الرسالة المحررة أدلة على أنه «في كلّ شيءٍ تقريبًا، تعارض عقائد الكنيسة وشعائر المسيحيين تعاليم يسوع معارضةً مباشرة». ولطالما عارضت بلافاتسكي الذين يفهمون تعاليم يسوع فهمًا حرفيًّا. أزعج تصوير بلافاتسكي للمسيح على أنه مثله مثل بوذا المشاعر المسيحية.

### الصلاة
أرسل دروجينين سؤالًا إلى بلافاتسكي: «هل تؤمنين بالصلاة، وهل تصلّين أصلًا؟» أجابت بلافاتسكي: «نحن لا نصلي. نحن نفعل، لا نتكلم. إن الكون الظاهر يعتمد في وجوده وظهوره على أنماط فعله المتبادلة وقوانينها، لا على الصلاة والأدعية». «تُلغي بلافاتسكي أمر الصلاة، إلا إذا كانت بمعنى الأمر الداخلي». وقالت: «إننا ندعو ‹أبانا الذي في السماء›، وهو الجوهر الإلهي الذي ندركه في ذواتنا». ويقول بنداروسكي إن الصلاة في رأي بلافاتسكي تقتل «الاعتماد على الذات»، و«تبطل الفهم الثيوصوفي لحضور الألوهة». وقالت: «نحن نحاول أن نستبدل بالصلاة التي لا ثمرة لها ولا نفع، أفعالًا مثمرة ولها آثار خير».
كتب برديائيف إن تجربة «التواصل الصلويّ» مع الإله، التي أظهرتها الكنيسة المسيحية للناس، لا تعترف بها التعاليم الثيوصوفية. والصلاة في الثيوصوفية هي «واحدة من أشكال التأمل العديدة».

### الحالة بعد الموت
كتب بنداروسكي أن سبب اعتراض بلافاتسكي على فهم المسيحية للحياة الأخرى إنما هو «لأنها موصوفة بالأبدية». وقالت بلافاتسكي: «لا شيء أبديًّا ولا شيء إلا وهو يتغير». وقالت: «نحن لا نؤمن بالجحيم ولا بالجنة على أنهما مكانان، ولا بألسنة نيران وحرائق لا تنتهي، ولا بقدس مرصوفة طرقها بالياقوت والألماس». كتب ريني غوينون إن «الجنة الثيوصوفية»:
«مثل أي فانٍ عادي، نعيم الإنسان فيها كامل. وهي النسيان المطلق لكل شيء يجلب الألم أو الحزن من الحياة السابقة، بل هي نسيان حقيقة أن الألم أو الحزن موجودان أصلًا».

### الكارما والتناسخ
ورد في الموسوعة الكاثوليكية أن التعليمين الثيوصوفيين الرئيسين هما الكارما والتناسخ. الكارما هي قانون السببية الأخلاقية.
اكتسبت النفس في الحياة السابقة بعض القدرات، التي حرّكت بعض الأسباب. أثر هذه الأسباب وتحريكها في الحياة السابقة وعدم انتهاء حركتها هو الكارما التي تحدد الظروف التي يولد فيها الإنسان.
يرتبط التناسخ ارتباطًا مباشرًا بالكارما. قال جيمس سكين إن التعاليم الثيوصوفية المتعلقة بالكارما وعلاقتها بالغفران والإيمان، تناقض تعريفات الكتاب المقدس لهذه المفاهيم المهمة. تقول موسوعة معتقدات العصر الجديد إن قوانين الكارما والتناسخ إنما هي «عقيدة للخلاص النفسي». ومن ثم فلا حاجة «لموت يسوع المسيح تكفيرًا عن خطايانا»، فالإنسان إذا أخطأ، نال جزاءه بنفسه.

آمنت بلافاتسكي والثيوصوفيون أن الكارما هي «قانون القصاص الذي لا يخطئ»، وهو نظام عقوبات، «صرامته كصرامة كالفيني متشدد، ولكنه أشد اتساقًا بكثير، من الناحية الفلسفية، ومع العدل المطلق». كتب إلوود أن بلافاتسكي تؤمن بأن «الكاراما هي القانون المطلق والسرمدي في عالم التجلي». والكارما «قوة غير مشخصة»، تأتي بالثواب والعقاب على الخواطر والكلمات والأفعال، من  دون أن «تدمر الحرية الفكرية والفردية»، من أجل أن تظهر أن الناس يجب أن يعيشوا ويتحملوا عواقب أفعالهم. لاحظ عالم الدراسات الدينية جفري لافوا أن الروح في رأي بلافاتسكي يجب أن «تطهر نفسها بالارتحالات الدائرية». اقتبست إلوود من العقيدة السرية:
«فقانون التناسخ أو التباعث مرتبط ارتباطًا شديدًا، ولا ينفصم عن الكارما للفرد الروحي الواحد، في سلسلة واحدة تكاد لا تنتهي من الشخصيات المختلفة. وهذه الشخصيات تشبه الأدوار والشخصيات التي يلعبها الممثل نفسه».
قال درونجينين إن مفهوم التناسخ يعارض أصل أهم عقائد المسيحية الأرثوذكسية. بل يقول إن الأدلة جيدة على أن مفهوم التناسخ الذي جاءت به الثيوصوفية، إنما هو «من إلهام قوى روحية مظلمة»، تجهز لمجيء نقيض المسيح. وكتب إن العقيدة الثيوصوفية في التناسخ تنكر مأساة الموت وتمجده على أنه لحظة إيجابية في التطور الكوني. بالتقليل من مأساة الموت، «تقلل هذه العقيدة من قدر الحياة، وتجعل الإنسان يقبل أي معاناة وأي ظلم».